# Binyremarv
Binyremarven er en del af binyren. Den er lokaliseret i centrum af binyren og består af celler der danner adrenalin, noradrenalin og en lille smule dopamin.
| Anatomi | Spire Denne artikel om anatomi er en spire som bør udbygges. Du er velkommen til at hjælpe Wikipedia ved at udvide den. |